# 小川町 (川崎市)
小川町（おがわちょう）は、神奈川県川崎市川崎区の町名である。住居表示に関する法律に基づく住居表示は実施されておらず、丁目は設けられていない。面積は106121.39m2。

## 地理
川崎区の北西部、川崎駅東口の駅前広場南方に位置し、南西－北西は県道川崎町田線（市電通り）および京浜急行の高架橋を挟んで日進町、北東は県道扇町川崎停車場線（新川通り）を挟んで砂子2丁目、南西は南町に隣接する。南町との境の道は市電通りから新川通りへの一方通行で、道沿いにある銭湯から「政の湯通り」と呼ばれる。政の湯通りに並行する小川町本通りはかつての東海道で、新川通りと交わる小土呂橋の交差点名は、かつての新川堀にかかっていた水路の橋の名残である。京急線沿いに東京ガスの料理教室、その裏手には1553年（天文22年）創建の教安寺がある。
駅前広場に面する角には百貨店「川崎さいか屋」があったが、2015年に閉店し、京急を挟んだ川崎日航ホテル内に小型のサテライト型店舗を開設した。旧川崎さいか屋跡地には2019年に川崎ZERO GATEが開業した。その後背部には、シネマコンプレックス「チネチッタ」を中心とする複合施設「ラ チッタデッラ」が広がる。
市立小・中学校に通う場合は、町内全域が川崎市立川崎小学校および川崎市立川崎中学校の学区となる。
川崎区内には大川町の町名があるが、埋立事業の功労者の一人の大川平三郎から採られた人名地名であり、成り立ちを異にする。

### 地価
商業地の地価は、2025年（令和7年）1月1日の公示地価によれば、小川町15番13の地点で103万円/m²、小川町8番21の地点で70万8000円/m²となっている。

## 歴史
東海道の川崎宿には小土呂町、砂子町、新宿町、久根崎町の4町が複雑に入り組んでおり、現在の小川町の町域は小土呂町の元木耕地および古川通耕地の各一部であったと推測される。現在のチネチッタ通りから銀柳街への通りは、1935年頃に埋め立てられるまで古多摩川の枝流の古川が流れていた。一帯は水はけの悪い土地であったが、排水路となる新川堀が1650年に開削された。小川町の地名ができたのは1924年（大正13年）6月で、当初は川崎町、同年7月には市制施行により川崎市の町名となる。1964年には区画整理が行われ、町域の一部を南町と砂子2丁目に編入するとともに、上並木・見染・南町・古川通・砂子2丁目の各一部を小川町に編入した。1972年（昭和47年）4月1日には川崎市が政令指定都市に移行したことにより、川崎市川崎区小川町となる。

### エンターテインメントの街として
この地がエンターテインメントの街となるはじまりは1936年（昭和11年）頃に開館した映画館「川崎銀星座」で、1939年までに川崎銀星座を含め6館の映画館が誕生した。1945年の川崎大空襲で全館が焼失したが、神奈川新聞によると1945年11月に川崎銀星座が再開したとある。1947年までに、「実演花月劇場」、「川崎オデオン座」、「川崎第一東宝劇場」、「川崎大映劇場」、「川崎映画劇場」の6館が完成して、経営者の美須鐄の姓から、映画街「ミスタウン」と称するようになった。京急川崎駅方面へと流れていた旧古川の川筋は「銀映会」「銀柳街」「銀座街」のアーケード商店街となり発展を遂げる。1956年には、横須賀市から進出した百貨店「さいか屋」が営業開始した。
1962年には大小合わせて16館の映画館が揃い、1965年にはボウリング場やスケートリンクを備えたスポーツセンターも開業した。1966年には、国電川崎駅との間を隔てていた京浜急行の線路が連続立体交差事業により高架化され、回遊性が増す。1985年から再開発が行われ、1987年にシネマコンプレックス「チネチッタ」、1988年にライブハウス「CLUB CITTA'」がオープン。2002年には複合商業施設「ラ チッタデッラ」が完成した。2003年から2006年にかけては興行収入日本一を記録。2011年にチネチッタ別館のチネグランデが閉館するまでは、総座席数3808席で日本一を誇った
「銀映会」は新川通り沿いの商店街として存続したが、2001年をもって商店街組合が解散した。さいか屋は2009年に事業再生ADRの一環として不動産を売却し、リースバックで営業を続けたが、売却先の地権者の意向で閉店することとなり、2015年5月末で現在地での営業を終了した。
1997年に第1回が開催されたハロウィンイベント「カワサキハロウィン」は回を追うごとに参加者が増え、川崎の秋の風物詩となった。例年10月最終週の土日に、ラ チッタデッラをメイン会場として川崎駅周辺をパレードする。2019年はパレード参加者1850人、沿道には12万人の観客が訪れた。

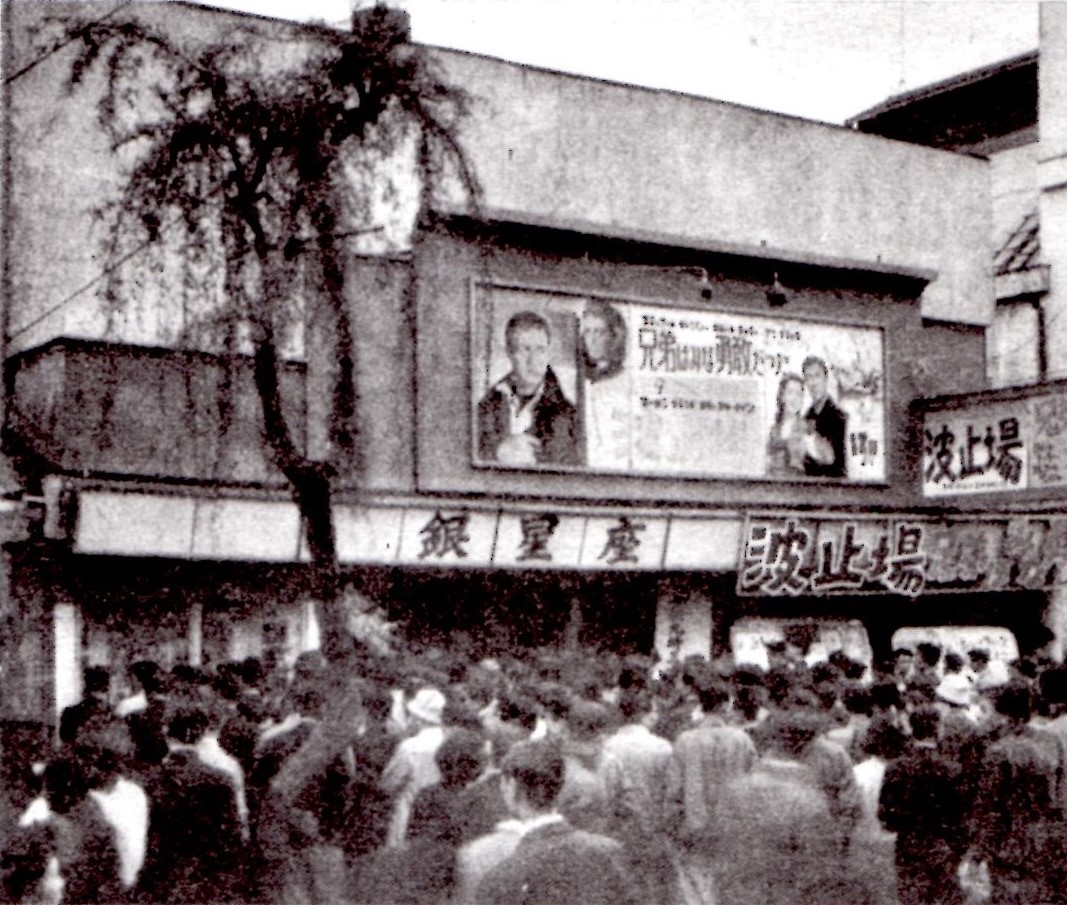
1954年頃の銀星座
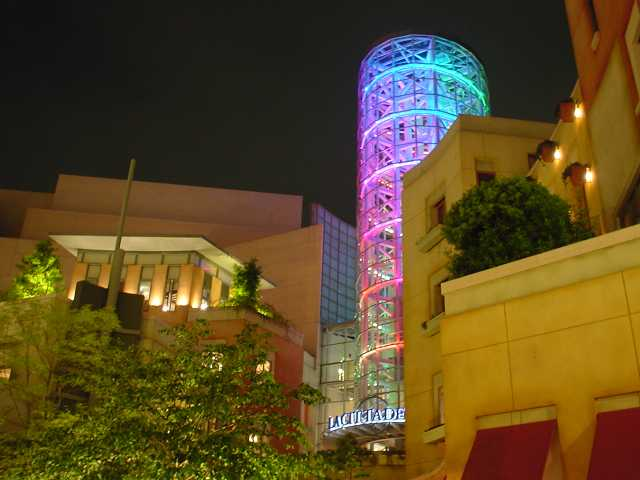
チネチッタの夜景
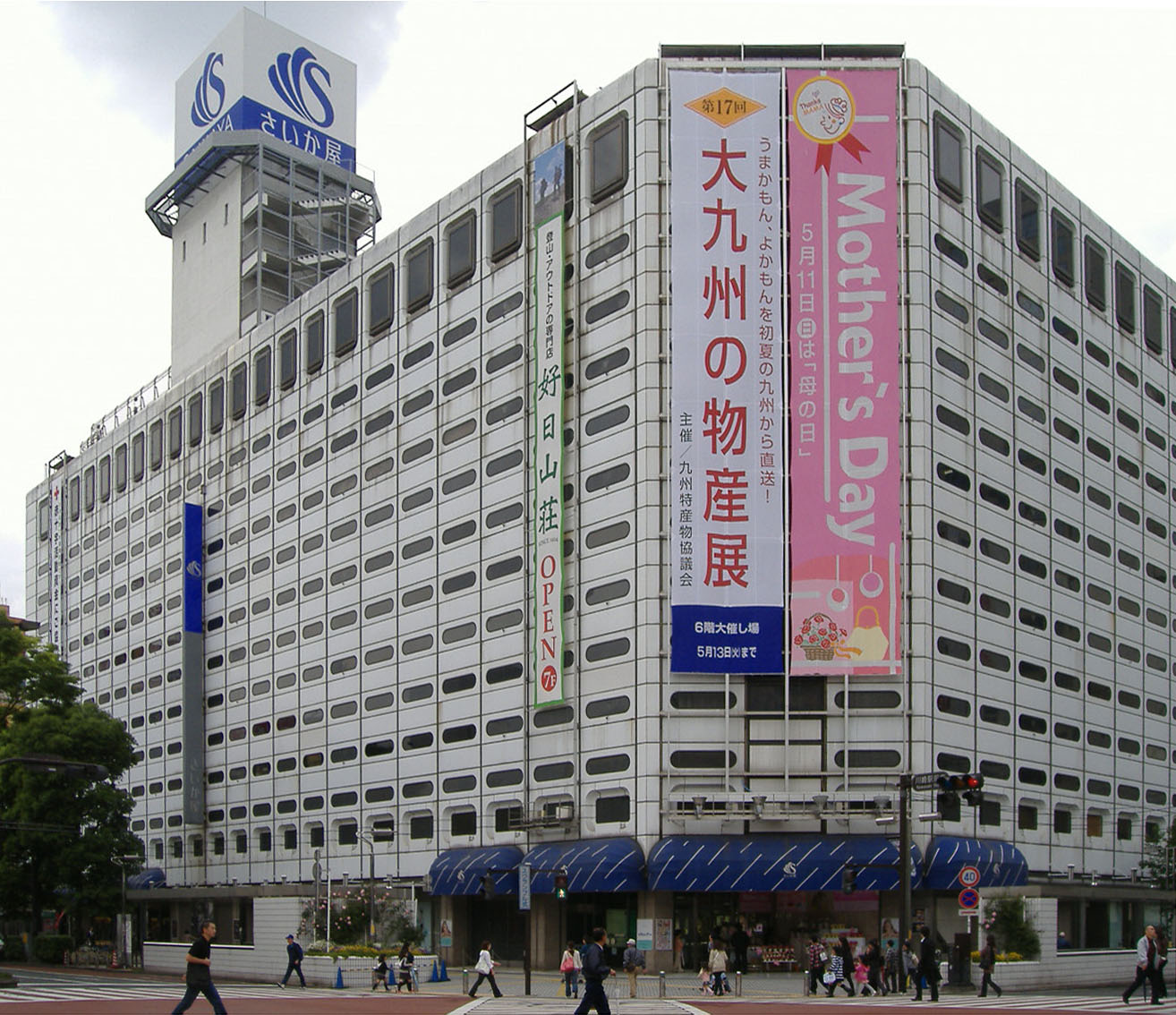
川崎さいか屋、2008年撮影
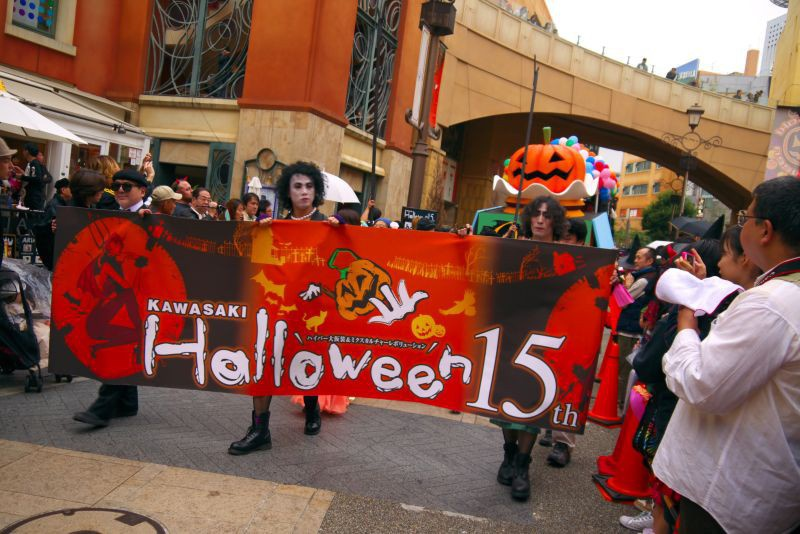
カワサキハロウィン、2011年開催時の様子

### 治安・風紀の維持
2022年（令和4年）11月1日、神奈川県は小川町を神奈川県暴力団排除条例に基づき暴力団排除特別強化地域に指定した。

## 世帯数と人口
2025年（令和7年）6月30日現在（川崎市発表）の世帯数と人口は以下の通りである。
| 町丁   | 世帯数    | 人口    |
| ------ | --------- | ------- |
| 小川町 | 1,939世帯 | 2,514人 |

### 人口の変遷
国勢調査による人口の推移。
| 年                 | 人口  |
| ------------------ | ----- |
| 1995年（平成7年）  | 1,147 |
| 2000年（平成12年） | 1,209 |
| 2005年（平成17年） | 1,574 |
| 2010年（平成22年） | 1,944 |
| 2015年（平成27年） | 2,158 |
| 2020年（令和2年）  | 2,400 |

### 世帯数の変遷
国勢調査による世帯数の推移。
| 年                 | 世帯数 |
| ------------------ | ------ |
| 1995年（平成7年）  | 647    |
| 2000年（平成12年） | 704    |
| 2005年（平成17年） | 1,042  |
| 2010年（平成22年） | 1,384  |
| 2015年（平成27年） | 1,468  |
| 2020年（令和2年）  | 1,726  |

## 学区
市立小・中学校に通う場合、学区は以下の通りとなる（2025年1月時点）。
| 番・番地等 | 小学校             | 中学校             |
| ---------- | ------------------ | ------------------ |
| 全域       | 川崎市立川崎小学校 | 川崎市立川崎中学校 |

## 事業所
2021年（令和3年）現在の経済センサス調査による事業所数と従業員数は以下の通りである。
| 町丁   | 事業所数  | 従業員数 |
| ------ | --------- | -------- |
| 小川町 | 241事業所 | 3,256人  |

### 事業者数の変遷
経済センサスによる事業所数の推移。
| 年                 | 事業者数 |
| ------------------ | -------- |
| 2016年（平成28年） | 252      |
| 2021年（令和3年）  | 241      |

### 従業員数の変遷
経済センサスによる従業員数の推移。
| 年                 | 従業員数 |
| ------------------ | -------- |
| 2016年（平成28年） | 3,216    |
| 2021年（令和3年）  | 3,256    |

## その他

### 日本郵便
- 郵便番号 : 210-0023[3]（集配局：川崎港郵便局[35]）

### 警察
町内の警察の管轄区域は以下の通りである。
| 番・番地等 | 警察署     | 交番・駐在所 |
| ---------- | ---------- | ------------ |
| 全域       | 川崎警察署 | 川崎駅前交番 |